# Fazl-i Haq Chayrabadi
Fazl-i Haq ibn Fazl-i Imam Chayrabadi (1796/1797 in Khairabad – 19. August 1861 auf den Andamanen) war ein hanafitischer Fiqh-Jurist, rationalistischer Gelehrter, Maturidi-Theologe, Philosoph und Dichter. Er erließ frühe religiöse Dekrete zugunsten der Durchführung des militärischen Dschihads gegen den britischen Kolonialismus im Jahr 1857 und inspirierte verschiedene andere, sich am Aufstand von 1857 zu beteiligen. Er schrieb Taḥqīqulfatvá fī ibt̤āl al-t̤ug̲h̲vá, um Shah Ismail Dehlvis Taqwiyat al-Imān zu widerlegen, und schrieb Bücher wie al-S̲aurah al-Hindiyah.